# Netrocera basalis
Netrocera basalis är en fjärilsart som beskrevs av Jordan 1907. Netrocera basalis ingår i släktet Netrocera och familjen Thyrididae. Inga underarter finns listade i Catalogue of Life.